# Lagos (Evros)
Lagos  este un oraș în Grecia în Prefectura Evros.